# 제2차 세계 대전 기간 미국의 군사사
제2차 세계 대전 기간 미국의 군사사는 추축국과의 전쟁을 한 연합국 중에서 가장 큰 기여를 한 동맹국인 미국의 역할을 다루고 있다. 미국은 통상 1941년 12월 7일 일본 제국의 진주만 공습으로 참전했으며 1945년 9월 2일 일본의 항복으로 종전을 맞이했다고 본다. 제2차 세계 대전의 첫 2년간 1937년 프랭클린 D. 루스벨트의 격리연설 이후 이어진 내정 불간섭의 원칙 기조에 따라 미국은 중립국을 유지했다. 공식적으로는 미국이 중립국이었지만 1941년 3월 11일 법으로 제정된 무기대여법에 따라 대영제국, 소련, 중화민국에게 군수물자를 지원했으며 아이슬란드를 점령한 영국군을 대신해 아이슬란드에 미군을 주둔시켰다. 1941년 9월 4일 독일 잠수함의 USS 그리어 사건 이후 9월 11일 루즈벨트가 "발견 즉시 사격" 명령을 발표해 사실상 대서양에서 나치 독일과 이탈리아와 교전함을 선포했다. 태평양 전구에서는 플라잉 타이거스와 같이 미국이 초기에 비공식적인 의용군 전투 활동이 있었다.
전쟁 기간 미군에 16,112,566명이 복무했는데 이 중 291,557명이 사망했고 671,278명이 부상을 입었다. 미국인 130,201명이 포로가 되었고 이 중 116,129며이 전후 집으로 돌아갔다. 루즈벨트 대통령의 최측근 민간인 고문인 미국 전쟁장관 헨리 L. 스팀슨은 조지 마셜 장군이 지휘하는 미국 육군과 헨리 아놀드 장군이 지휘하는 미국 육군 항공대를 위해 미 전역의 산업체와 모병소를 동원해 물자를 보급했다. 미국 해군장관 프랭크 녹스와 어니스트 킹 제독이 지휘하는 미국 해군은 보다 자율적인 모습을 보였다. 전반적인 전략 우선순위는 루즈벹트 대통령과 윌리엄 D. 레이히가 의장을 맡은 미국 합동참모본부가 지휘했다. 영국과의 협정에 따른 유럽 우선으로 미국의 최우선순위는 나치의 패배에 집중시키자였지만, 1944년까지는 미국이 유럽과 아프리카보다 태평양에 더 많은 자원을 투입했다.
킹 제독은 체스터 니미츠에게 일본과의 태평양 전쟁 수행을 맡겼다. 일본 제국 해군은 필리핀을 넘어 영국과 네덜란드령 영토를 점령하고 오스트레일리아를 위협했지만 1942년 6월 미드웨이 해전으로 항공모함 수 척이 침몰하면서 미국이 주도권을 잡기 시작한다. 태평양 전쟁은 공군기지를 일본 본토 더 가까이로 옮기기 위한 섬 건너뛰기의 전쟁으로 변모했다. 오스트레일리아에 주둔한 더글러스 맥아더 지휘 하의 미 육군은 뉴기니섬과 필리핀을 거쳐 계속 진격하며 1945년 말 일본 본토를 침공할 계획을 세웠다. 1944년 6월에는 미 해군이 일본 본토의 폭격 가능 범위에 있는 섬을 점령했고, 일본은 상선이 미군 잠수함에게 격침당하며 항공유와 연료가 부족해지기 시작했다. 커티스 르메이 장군이 수행한 일본 본토 전략폭격으로 일본의 대도시가 파괴되었고, 1945년 봄에는 큰 손실을 입었으나 오키나와를 점령했다. 이후 히로시마와 나가사키에 원자폭탄이 투하되고 소련이 만주를 침공하면서 일본 본토 침공이 임박하자 일본은 항복했다.
유럽에서의 전쟁은 영국과 그 동맹국, 소련에 대한 원조와 함께 미군이 원정군 파견이 가능해지기 전까지 군수품을 지원해주는 방식으로 전쟁을 수행했다. 미군은 북아프리카 전역에서 처음으로 제한적인 군사 작전을 수행하기 시작했고, 1943-45년 이탈리아 전역에서 영국군보다 더 많은 병력을 투입하며 전쟁에 참여했는데 이탈리아의 항복 이후 독일군이 이탈리아 본토를 점령하자 연합군의 약 1/3을 차지하던 미군은 이탈리아에서 수렁에 빠졌다. 결국 1944년 6월 드와이트 D. 아이젠하워의 지휘 하에 프랑스 본토 침공이 시작되었다. 한편 미국 육군 항공대와 영국 왕립 공군은 1945년 영국 본토 항공전 이후 남은 루프트바페 병력을 무너뜨리기 위해 독일 도시를 향한 지역폭격과 독일의 교통망, 합성석유 공장 등을 향한 체계적인 공습을 시작했다. 사방에서 침공을 당하는 독일은 패배가 눈앞에 다가왔다. 1945년 5월 베를린이 소련에 함락되었으며 아돌프 히틀러가 사망하면서 독일이 항복했다.
미국의 군사적인 승리를 위한 작전 수행은 전쟁을 승리로 이끌기 위한 군인, 군수품, 자금과 더불어 사기도 증진시킨 미 국내 민간인의 강력한 지원을 통해 가능했다. 제2차 세계 대전으로 미국은 1945년 달러 기준 2,960억 달러를 지출했으며 1945년 최고치 기준 미국은 GDP의 38%를 군비로 지출했다.

## 기원
미국은 제1차 세계 대전부터 참전은 하지 않되 지원을 하는 정책을 고수하고 있었는데, 이 원칙은 제2차 세계 대전때도 그대로 지켜지게 되었다.
이미 1차 세계대전 당시 미국 내에서 반전 여론이 확산되고, 100만명 이상의 군인이 희생되어 교훈을 받았기 때문이다.

## 상황
그래서 2차 세계대전이 발발되기 전, "당신의 아들을 전장으로 내몰지 않겠다"는 루즈벨트가 당선되고, 여러 중립법이 통과되게 된다.
하지만, 일본 제국이 태평양 전쟁을 일으켜 진주만 습격을 단행하고, 그 외 말레네시아, 홍콩, 프랑스령 인도차이나 반도, 인도네시아, 필리핀 제도, 웨이크 섬 등 순식간에 전선을 늘리자, 다음 날 루즈벨트는 일본에게 선전포고, 전쟁이 발발하게 된다.
그리고 미드웨이 해전부터 전세가 역전되더니 순식간에 이오지마와 오키나와가 점령하고, 히로시마(8월6일 1945년)와 나가사키(8월9일1945년)에 핵폭탄을 투하하여 일본의 무조건 항복, 2차 세계대전을 끝내게 하였다.

## 같이 보기
- 제2차 세계 대전 기간 연합국의 전쟁 범죄
- 제2차 세계 대전의 외교사
- 제2차 세계 대전의 장비 손실
- 제2차 세계 대전 기간 미군의 소수 인종
- 프랭클린 D. 루즈벨트 행정부의 외교 정책
- 미국의 외교 정책
- 가장 위대한 세대
- 미국의 역사
- 제2차 세계 대전 기간 명예훈장 수훈자 목록
- 미국의 군사사
- 나치의 외교 정책 논쟁
- 미국과 홀로코스트
- 미국이 참전한 전쟁의 군사 사상자
- 제2차 세계 대전 기간 미국의 국내 전선
- 미국이 저지른 전쟁 범죄
- 제2차 세계 대전 기간의 인명 손실
- 미국 해군 전방기지
- 제2차 세계 대전 기간의 왈리스 푸투나

## 참고 문헌
- Smith, Gaddis. American Diplomacy During the Second World War, 1941-1945 (1965) online

### 공군
- Perret, Geoffrey. Winged Victory: The Army Air Forces in World War II (1997)

### 육군
- Perret, Geoffrey. There's a War to Be Won: The United States Army in World War II (1997)

#### 유럽
- Weigley, Russell. Eisenhower's Lieutenants: The Campaigns of France and Germany, 1944–45 (1990)

### 해병대
- Sherrod, Robert Lee. History of Marine Corps Aviation in World War II (1987)

### 해군
- Morison, Two-Ocean War: A Short History of the United States Navy in the Second World War (2007)

#### 태평양
- Hornfischer, James D. (2011). 《Neptune's Inferno: The U.S. Navy at Guadalcanal》. Bantam Books. ISBN 978-0-553-80670-0.
- Hornfischer, James D. (2006). 《Ship of Ghosts: The Story of the USS Houston, FDR's Legendary Lost Cruiser, and the Epic Saga of Her Survivors》. Bantam Books. ISBN 978-0-553-80390-7.
- Hornfischer, James D. (2004). 《The Last Stand of the Tin Can Sailors: The Extraordinary World War II Story of the U.S. Navy's Finest Hour》. Bantam Books. ISBN 978-0-553-38148-1.
- Parshall, Jonathan and Anthony Tully. Shattered Sword: The Untold Story of the Battle of Midway (2005).
- Spector, Ronald. Eagle Against the Sun: The American War With Japan (1985)
- Tillman, Barrett. Whirlwind: The Air War Against Japan, 1942–1945 (2010).
- Tillman, Barrett. Clash of the Carriers: The True Story of the Marianas Turkey Shoot of World War II (2005).
- Toll, Ian W. (2011). 《Pacific Crucible: War at Sea in the Pacific, 1941–1942》. New York: W. W. Norton.
- ——— (2015). 《The Conquering Tide: War in the Pacific Islands, 1942–1944》. New York: W. W. Norton.
- ——— (2020). 《Twilight of the Gods: War in the Western Pacific, 1944–1945》. New York: W. W. Norton.

### 전기
- Ambrose, Stephen. The Supreme Commander: The War Years of Dwight D. Eisenhower (1999) excerpt and text search
- Beschloss, Michael R. The Conquerors: Roosevelt, Truman and the Destruction of Hitler's Germany, 1941–1945 (2002) excerpt and text search
- Buell, Thomas B. Master of Sea Power: A Biography of Fleet Admiral Ernest J. King (1995).
- Buell, Thomas. The Quiet Warrior: A Biography of Admiral Raymond Spruance. (1974).
- Burns, James MacGregor. vol. 2: Roosevelt: Soldier of Freedom 1940–1945 (1970), A major interpretive scholarly biography, emphasis on politics online at ACLS e-books
- Davis, Richard G. (1997). 《HAP: Henry H. Arnold, Military Aviator》 (PDF). USAF. ISBN 0-16-049071-5. 2011년 7월 22일에 원본 문서 (PDF)에서 보존된 문서. 2012년 2월 19일에 확인함.
- Larrabee, Eric. Commander in Chief: Franklin Delano Roosevelt, His Lieutenants, and Their War (2004), chapters on all the key American war leaders excerpt and text search
- James, D. Clayton. The Years of MacArthur 1941–1945 (1975), vol 2. of a standard scholarly biography
- Leary, William ed. We Shall Return! MacArthur's Commanders and the Defeat of Japan, 1942–1945 (1988)
- Morison, Elting E. Turmoil and Tradition: A Study of the Life and Times of Henry L. Stimson (1960)
- Pogue, Forrest. George C. Marshall: Ordeal and Hope, 1939–1942 (1999); George C. Marshall: Organizer of Victory, 1943–1945 (1999); standard scholarly biography
- Potter, E. B. Bull Halsey (1985).
- Potter, E. B. Nimitz. (1976).
- Showalter, Dennis. Patton And Rommel: Men of War in the Twentieth Century (2006), by a leading scholar; excerpt and text search
- David J. Ulbrich (2011). 《Preparing for Victory: Thomas Holcomb and the Making of Modern Marine Corps, 1936–1943》. Annapolis, Maryland: Naval Institute Press. ISBN 978-1-59114-903-3.